# Ștefan Uroș I al Serbiei
Ștefan Uroș I sau Uroš I (în sârbă Стефан Урош I; n. 1220 – d. 1 mai 1277, Mănăstirea Sopoćani, Raški upravni okrug, Serbia), cunoscut sub numele de Uroș cel Mare (în sârbă Урош Велики) a fost regele Serbiei din 1243 până în 1276, succedându-l pe fratele său, Ștefan Vladislav. A fost unul dintre cei mai importanți conducători din istoria sârbă.

## Biografie
Stefan Uroș a fost fiul cel mai mic al lui Stefan cel întâi încoronat (Ștefan I Prvovenčani) și al Anei Dandolo, nepoata lui Enrico Dandolo, Doge al Veneției. Uroș a moștenit multe trăsături de personalitate de la mama și bunicul său din partea tatălui, Ștefan Nemanja, care l-a crescut împreună cu cei doi frați mai mari (Ștefan Radoslav și Ștefan Vladislav). („Ștefan” a fost un titlu onorific de rang înalt, nu un nume de botez). 
Unii istorici au considerat că influența bulgară a fost puternică și nepopulară, ceea ce ar fi provocat o opoziție a nobilimii care a făcut ca Vladislav să nu fie ales după moartea țarului Ioan Asan al II-lea. Nobilimea revoltată l-a ales pe Uroš drept candidatul lor pentru rege; din 1242 până în primăvara anului 1243, a avut un război pentru tron, care a făcut ca Vladislav să renunțe la coroana în favoarea lui Uroš. Se pare că Uroš l-a prins repede pe Vladislav și l-a ținut în închisoare. Principala rezistență împotriva lui Uroš a fost condusă de soția lui Vladislav, Beloslava. Ostilitățile nu au durat mult, iar frații s-au împăcat rapid. Uroš a fost amabil cu Vladislav, i-a dat administrația regiunii Zeta și i-a permis să folosească titlul de „rege”. Nu se știe exact de ce nobilimea s-a revoltat împotriva lui Vladislav și nici detaliile conflictului dintre cei doi frați. 
La 25 de ani, foarte tânăr, a luat tronul  fratelui său Vladislav și, în ciuda faptului că nu a avut sprijin din partea rudelor sale apropiate, cum a fost în cazul fraților săi, a condus de la început energic și hotărât. Înainte de urcarea sa pe tron, pământul a fost jefuit de tătari și au existat conflicte interne răspândite; Uroš a reușit într-un timp scurt să rezolve toate problemele importante ale statului și politica sa externă.
Situația din Europa și din Balcani a fost destul de favorabilă pentru Serbia, pe care a folosit-o foarte inteligent în beneficiul său. În timpul domniei sale, Serbia s-a consolidat semnificativ și a progresat în toate privințele. Uroš a determinat corect politica sa externă prin pătrunderea în sud spre Macedonia și prin conflictul cu Ungaria în bazinul Dunării, Podunavlje. Terenul a fost pregătit politic și militar printr-o politică serioasă și fortificarea definitivă a Serbiei și a sârbilor din valea râului Vardar și în centrul bazinului Podunavlje. În afară de aceasta, Uroș a determinat în mod corect direcția politicii comerciale sârbe, deoarece, în mai multe rânduri, în lupta sa împotriva Republicii Ragusa a dorit să elimine exploatarea comercială a statului său de către Republica Ragusa.
O importanță deosebită în politica sa internă a fost că a subliniat puternic principiul statul deasupra tuturor celorlalte, și a subordonat bisericile (atât ortodoxe, cât și catolice) intereselor statului. El a instrumentat soluția definitivă a conflictului dintre arhiepiscopia de la Bar și cea a Dubrovnikului cu privire la puterea asupra Serbiei, soluționată în favoarea arhiepiscopiei de la Bar.
Uroș a fost primul rege care a poruncit exploatarea minelor, care va deveni ulterior una dintre principalele surse de bogăție materială și putere a statului sârb în Evul Mediu. Ca prim rezultat al deschiderii minelor a fost falsificarea monedelor sârbe, pe care le-a bătut după modelul venețian. De asemenea, el a protejat și a ajutat literatura și scriitorii; de exemplu a dat un impuls pregătirii unei noi biografii, mai cuprinzătoare și mai înfrumusețate, a bunicului său Nemanja, după care el s-a modelat complet în viață.
Căsătorit cu Elena de Anjou din familia regală franceză, a trăit o viață patriarhală modestă, fericită și mulțumită în cadrul familiei sale, iar el, în contrast cu splendoarea curții bizantine, a arătat cu mândrie modestie curtenilor bizantini, care dominau la curtea sa, unde toată lumea trebuia să muncească.
În politica externă, Uroș I a folosit cu pricepere conflictul dintre Despotatul Epirului și Imperiul de la Niceea, două state grecești, ambele căutând să moștenească Imperiul Bizantin și să ia Constantinopolul din mâinile Imperiului Latin. Dar când Imperiul Latin a căzut, iar împăratul Mihail Paleologul din Niceea a luat Constantinopolul și a restabilit Imperiul Bizantin (Romanía), Uroš s-a aliat cu vărul soției sale, Carol de Anjou, care dorea să recucerească Constantinopolul și astfel, prin această alianță, să ocupe cât mai mult pământ de la bizantini. Cu ajutorul lui Carol, care a avut legături de familie cu regii maghiari, Uroș la sfârșitul domniei s-a apropiat și de Regatul Ungariei, cu care a avut mult timp o relație proastă și l-a căsătorit pe fiul său cel mai mare și moștenitorul său, Ștefan Dragutin, cu Ecaterina, fiica regelui maghiar Ștefan al V-lea.
Împins de socrii săi, cu ajutorul armatei pe care a primit-o din Ungaria, Ștefan Dragutin, nemulțumit că a fost înlăturat de la guvernare, s-a revoltat, l-a învins pe tatăl său și a preluat tronul. Uroș s-a retras cu cei loiali lui la Mănăstirea Hum (din Principatul sârb Zachlumia), unde, dezamăgit, nemulțumit și supărat, a murit la scurt timp după aceea.

## Dezvoltare economică

### Minerit
Sub domnia lui Stefan Uroș I, Serbia a devenit o putere semnificativă în Balcani, în parte datorită dezvoltării economice prin deschiderea minelor. Minele au fost dezvoltate de către „sași” (saxoni transilvăneni), care erau pricepuți în extragerea minereului. Așezările lor, situate lângă mine, aveau un statut privilegiat - trăiau după propriile legi și aveau voie să adere la catolicism și să-și construiască biserici. Minele importante au fost localizate la Novo Brdo, Brskovo și Rudnik.

### Comerț
De asemenea, prosperitatea economică a fost favorizată de intensificarea comerțului cu orașele dalmate Dubrovnik și Kotor. Creșterea mineritului de argint și a comerțului a dus în mod natural la introducerea unor cantități mai mari de monede regale, modelate după standardul venețian. 

## Operațiuni militare

### Război cu Ragusa
În 1252–1253, Uroš I a fost în război cu Republica Ragusa, care a ocupat Hum, care a fost deținut de ruda sa Radoslav Andrijić . Radoslav a jurat să lupte cu Ragusa atât timp cât acesta era în conflict cu Serbia, în același timp făcându-și relații cu Béla al IV-lea a Ungariei. Ragusa a făcut o alianță cu Bulgaria. Pacea a fost asigurată printr-o cartă din 22 mai 1254, iar criza s-a încheiat. 
În a doua jumătate a anilor 1260 a izbucnit un nou război cu Ragusa, care a fost favorizat în secret de regina sârbă. În 1268 a fost semnat un tratat, în care se specifica suma de bani ca protecție pe care Dubrovnik trebuia să o furnizeze anual regelui sârb. Aranjamentul a rămas în mare parte neîntrerupt pentru secolul următor. 

### Război cu Ungaria

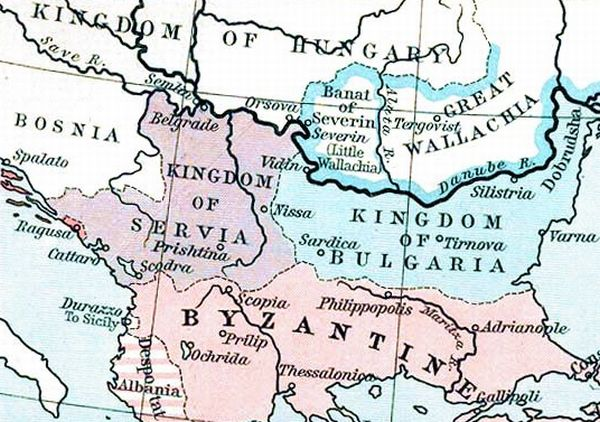
Regatul Serbiei în 1265.

În 1268, regele sârb a invadat posesiunile maghiare de la sud de Dunăre în Mačva, ceea ce este acum vestul Serbiei centrale. În ciuda unui succes inițial, Ștefan Uroš a fost capturat de maghiari și obligat să-și plătească eliberarea. Între cele două regate a fost semnat un tratat de pace, iar fiul lui Ștefan Uruș, Ștefan Dragutin din Serbia, a fost căsătorit cu Caterina, fiica viitorului rege Ștefan al Ungariei. 

## Conflict cu Dragutin
Până la sfârșitul domniei sale, Ștefan Uroš a reușit aparent să suprime autonomia principatului Zahumlje (Hum), unde prinții locali au devenit practic de nedistins față de restul nobilimii. În efortul său de a realiza centralizarea, regele pare să-și fi înstrăinat fiul cel mai mare refuzând să-l numească moștenitorul său. Conflictul dintre tată și fiu s-a agravat, iar regele l-ar fi făcut pe fiul său mai mic, Ștefan Milutin, moștenitorul său. 
Îngrijorat de această moștenire și pentru viața lui, Ștefan Dragutin a cerut în cele din urmă tronul în 1276. Când Ștefan Uroš l-a refuzat, Dragutin s-a revoltat și a primit ajutor de la rudele sale maghiare. Aliații l-au învins pe regele sârb și Ștefan Uroš a fost forțat să abdice și să se retragă la o mănăstire neidentificată din Hum unde a murit un an sau doi mai târziu. Rămășițele sale au fost mutate ulterior în mănăstirea sa din Sopoćani. 

## Titluri
- Titluri  sale au fost: rege în Hristos, credincios în Dumnezeu, rege al Serbiei și al litoralului.

## Familie
Cu soția sa Elena de Anjou, care era fie o prințesă a casei de Anjou, fie o fiică a împăratului latin de la Constantinopolului, Ștefan Uroš a avut cel puțin trei copii: 
- Stefan Dragutin, care l-a succedat ca rege
- Stefan Milutin, care l-a succedat ca rege în 1282
- Brnjača, o fiică a sa